# جنگ کثیف
جنگ کثیف (به اسپانیایی: Guerra Sucia) اصطلاحی است که به خشونت‌های دولتی، که در آرژانتین و علیه مخالفان مردمی و گروه‌های چپ بین سال‌های ۱۹۷۶ تا ۱۹۸۳ روی داده است گفته می‌شود. تاریخ دقیق آغاز این خشونت‌ها هنوز مورد بحث است. به عنوان مثال ترور اعضای اتحادیهٔ کارگری در سال ۱۹۷۳ یا خشونت‌های دولتی علیه پرونیستها و گروه‌های چپ که به دههٔ دهه ۱۹۵۰ برمی‌گردد.
در سال ۱۹۵۰ پس از دو تلاش ناموفق در سال‌های ۱۹۵۱ و ۱۹۵۵ سرانجام کودتای نظامی علیه خوان پرون رئیس‌جمهور منتخب و محبوب مردم صورت گرفت که نتیجه آن ممنوع اعلام شدن پرونیسم و حضور آزادانهٔ مردم در انتخابات تا سال ۱۹۷۳ بود. پس از کودتا  به منظور آزادسازی دوبارهٔ پرونیسم، شروع به سازمان‌دهی خود کردند. در آغاز دههٔ دهه ۱۹۶۰ اتحادیه‌های کارگری و گروه‌های چریکی تشکیل شدند؛ ولی هر دو این سازمان‌ها کوچک بودند و به سرعت شکست خوردند.
خورخه ریکادو ماستی (به اسپانیایی: Jorge Ricardo Masetti) رهبر EGP اولین فرد ناپدید شده در این رویداد است. در سال ۱۹۷۰ در نخستین اقدامات مسلحانه، پدرو ائوخینو آرامبورو (به اسپانیایی: Pedro Eugino Aramburo) یکی از رهبران کودتا در سال ۱۹۵۰ نیز ربوده و کشته می‌شود. در این سال‌ها گروه‌های چریکی و پرونیست‌ها دست به ربودن نظامیان و افسران پلیس می‌زنند. در سال ۱۹۷۴ ایسابل پرون بیوهٔ خوان پرون رئیس‌جمهور آرژانتین می‌شود که با عزل او در سال ۱۹۷۶ جنگ کثیف رسماً آغاز می‌شود.
بنا بر گزارش سازمان عفو بین‌الملل در سال ۱۹۷۹، ۱۵۰۰۰ نفر ربوده، شکنجه و احتمالاً کشته شده‌اند؛ هر چند که فعالان حقوق بشر در آرژانتین تعداد این افراد را ۱۲۰۰۰ نفر اعلام کرده‌اند. اسنادی که در سال ۱۹۷۶ انتشار یافت نشان می‌دهد که ارتش آرژانتین در سال ۱۹۷۸، ۲۲۰۰۰ نفر را ربوده و به قتل رسانده است. امروزه تعداد افراد کشته یا ناپدید شده را بین ۹۰۰۰ تا ۳۰۰۰۰ نفر تخمین می‌زنند.
پس از پایان دوران خفقان، دولتی جدید به شیوهٔ دمکراتیک تشکیل شد و نخستین کمیسیون حقوق شهروندی برای انجام محاکمات قضائی شکل گرفت. اولین گور دسته‌جمعی، توسط یک گروه تجسس کشف شد که در آن توده‌ای از ۱۰ هزار استخوان شکسته و سوخته به دست آمد و با انجام آزمایش‌های DNA روی استخوان‌ها، خانوادهٔ ۴۲ اسکلت شناسایی شدند.
در سال ۱۹۸۸ APDH (انجمن حقوق بشر) کشفیاتش را دربارهٔ مفقودین منتشر کرد و اظهار داشت ۱۲۲۶۱ نفر در طول جنگ کثیف کشته یا مفقود شده‌اند.

## ریشه نام‌گذاری
اصطلاح جنگ کثیف از دسته‌های نظامی سرچشمه گرفته است که ادعا می‌کنند برای حفظ نظم اجتماعی، یک جنگ، ولو با روش‌های خشن (از جمله شکنجه و تجاوز به عنف) لازم است. این توضیح در دادگاه توسط سازمان‌های مردم‌نهاد مورد اعتراض قرار گرفت. آنها معتقد بودند که یک جنگ مدنی روی داده است. بدین ترتیب در طول دادگاه سال ۱۹۸۵ دادستان عمومی، خولیو استراسرا (به اسپانیایی: Julio Strassera) اصطلاح جنگ کثیف را تلاشی برای پنهان کردن فعالیت باندها تحت عنوان عملیات‌های مشروع نظامی دانست.
اگرچه این حزب ادعا کرد که هدف آن‌ها ریشه‌کن کردن فعالیت‌های چریکی بوده است، اما در واقع آن‌ها بیشتر توده‌های مردمی و به خصوص فعالان سیاسی را سرکوب کرده‌اند (نیمی از قربانیان دانش‌آموزان و دیگر شهروندان بودند)، بسیاری تبعید شده و بسیاری هنوز در تبعید به‌سر می‌برند (باوجود بازگشت دموکراسی در ۱۹۸۳).
در طول دادگاه مشخص شد که چریک‌ها تهدیدی جدی محسوب نمی‌شده‌اند و (subversives)ها کنترل هیچ بخشی از قلمرو آرژانتین را در اختیار نداشته‌اند و به گونه‌ای وسیع توسط هیچ قدرت خارجی یا مردم داخلی حمایت نمی‌شده‌اند و جنایاتی که در آن زمان روی داده مشمول قوانین جنگ نمی‌شود. به هر حال دادگاه رفتارهای دوران جنگ کثیف را نسل‌کشی نامید.

## پیش‌زمینه‌ها
تا پیش از سال ۱۹۷۶ حوادثی روی داد که این حوادث زمینه‌ساز آغاز جنگ کثیف شدند.

### سال‌های ۱۹۵۵ تا ۱۹۶۶

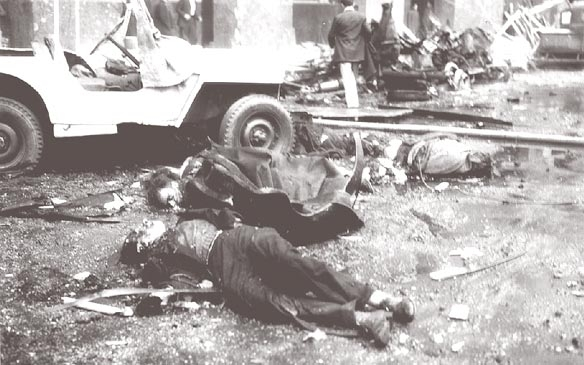
تصویری از قربانیان بمباران Plaza de Mayo

چند ماه قبل از سرنگونی خوان پرون در ژوئن ۱۹۵۵، نیروی دریایی ارتش پلازا دِ مایو (به اسپانیایی: Plaza de Mayo) (میدان مه) را بمباران کرد که منجر به کشته شدن ۳۰۰ تن شد. در ۱۹۵۶، زمانی که کودتای نظامی اتفاق افتاده بود، با اعدام ژنرال خوان خوزه وایه (به اسپانیایی: Juan José Valle) و چند تن دیگر و همچنین تیراندازی‌های غیرقانونی در شهر خوزه لئون سوارز (به اسپانیایی: José León Suárez)، (بوئنوس آیرس)، قیام پرونیست‌ها شدت گرفت.
در ۱۹۵۹ انقلاب کوبا روی داد. این انقلاب به همراه روش‌های جنگ چریکی که توسط چه گوارا ارائه شده بود، تأثیر به سزایی بر جامعه و به خصوص بر جوانان گذاشت. در اواسط سال ۱۹۵۹ اولین گروه چریکی تحت عنوان اوتورونکوها (به اسپانیایی: Uturuncos) به وجود آمد.
در ۱۴ مارس ۱۹۶۰ رئیس‌جمهور آرتورو فروندیزی (به اسپانیایی: Arturo Frondizi) طرحی را به اجرا گذاشت که بر اساس آن اعتصابات نظامی، اعتراضات اجتماعی و بازداشت هزاران مخالف را بر اساس قانون اساسی محدود می‌ساخت. در سال ۱۹۶۳ او ربوده و ناپدید شد.
به‌طور کلی در تاریخ معاصر آرژانتین فلیپه وایسه (به اسپانیایی: Felipe Vallese)، فعال کارگری و عضو اتحادیهٔ کارگران، به عنوان اولین قربانی این ماجراها شناخته می‌شود. اگرچه عده‌ای نیز خوان اینگائینِیا (به اسپانیایی: Juan Ingallinella) رهبر کمونیست که در سال ۱۹۵۵ توسط پلیس سانتافه کشته شد را اولین قربانی نامیده‌اند.

### سال‌های ۱۹۶۶ تا ۱۹۷۳
در سال ۱۹۶۶ یک دیکتاتوری نظامی بر آرژانتین حاکم می‌شود. در طول این دوره خشونت‌های سیاسی افزایش یافت و قتل‌های زنجیره‌ای انجام گرفت که اکثر کشته‌شدگان رهبران اتحادیه‌ها، سربازان، سیاست‌مداران، تجار رده بالا و کسانی که تأثیر به سزایی بر افکار عمومی داشته‌اند، بوده‌اند و در حین تظاهرات خیابانی نیز عده‌ای کشته شدند. در این سال‌ها ارتش آزادی‌بخش ملی (ELN) (به اسپانیایی: Ejército de Liberación Nacional) تشکیل شد که این ارگان اقدام به ترور و بمب‌گذاری می‌کند؛ تنها در بین سال‌های ۱۹۷۱ تا ۱۹۷۲، ۹۵ افسر پلیس و ارتش توسط این ارگان ترور شدند.
در ۲۲ اوت ۱۹۷۲ یک گروه از چریک‌ها به‌طور غیرقانونی در یک پایگاه نظامی در ترلئو (به اسپانیایی: Trelew) بازداشت و تیرباران شدند. این اقدام پایه‌گذار تروریسم دولتی در آرژانتین بود.

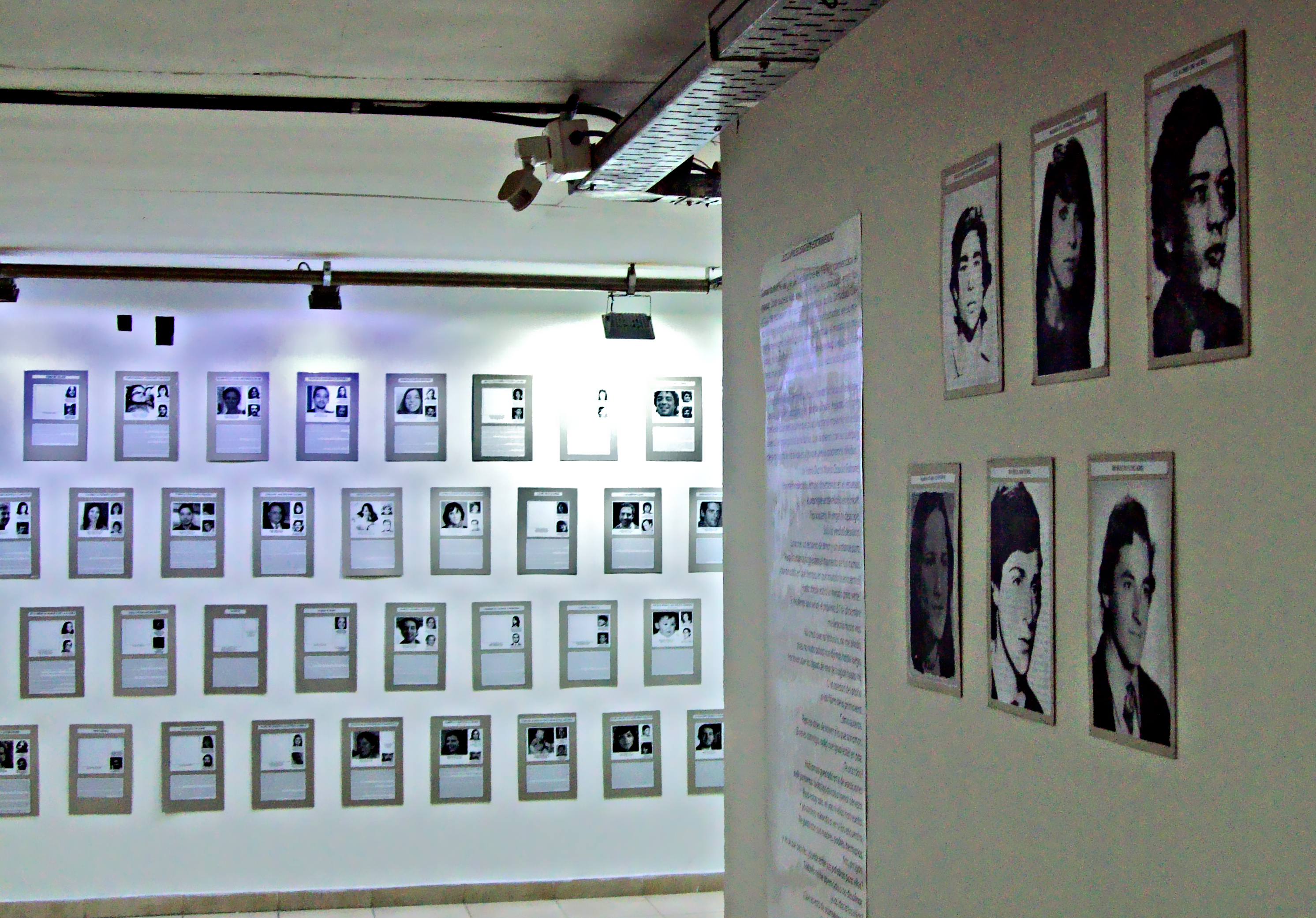
تصاویر قربانیان دیکتاتوری سالهای ۱۹۷۶ تا ۱۹۸۳

### سال‌های ۱۹۷۳ تا ۱۹۷۶
تحت این شرایط دولت نظامی تصمیم به برگزاری انتخابات در ۱۱ مارس ۱۹۷۳ گرفت. در این انتخابات خوان پرون بار دیگر انتخاب می‌شود اما کمتر از یک سال یعنی در ۱ ژوئیه ۱۹۷۴ می‌میرد و همسرش ایسابل پرون جایگزین او می‌شود. در همین سال‌ها رویدادهای مشابهی در کشورهای همسایهٔ آرژانتین، اروگوئه و شیلی نیز روی می‌دهد.
به‌طور کلی در ۱۰ سال فعالیت چریکها مابین سالهای ۱۹۶۹ تا ۱۹۷۹ ،۱۵۰۱ نفر کشته، ۱۷۴۸ نفر مفقود شدند و همچنین ۵۲۱۵ با بمب‌گذاری شد و ۴۵ حمله وسیع به ارتش روی داد.
سرانجام در ۲۴ مارس ۱۹۷۶ کودتای نظامی رخ داد.